# Schreineria flavorbitalis
Schreineria flavorbitalis là một loài tò vò trong họ Ichneumonidae.